# Paul Sztob
Paul Sztob (* 16. Juni 1906 in Dronninggård, Dänemark; † 14. August 1964) war ein deutscher Politiker.

## Leben
1923 wurde Sztob Mitglied des Kommunistischen Jugendverbands Deutschlands. 1926 trat er auch in die KPD ein. Von 1930 bis 1934 war er Funktionär im Deutschen Landarbeiter-Verband. 1934 wurde er wegen Vorbereitung zum Hochverrat zu einem Jahr Zuchthaus verurteilt. 1945 war er zunächst bei der Wehrmacht, danach wurde er Neubauer und Bürgermeister von Brüsewitz. Außerdem war er Mitglied der Landesbodenreformkommission. 1946 wurde er durch die Zwangsvereinigung von SPD und KPD Mitglied der SED.
1947 wurde er Vorsitzender eines VdgB-Kreisverbandes und Mitglied im Vorstand des VdgB-Verbandes Mecklenburg, dessen erster Vorsitzender er 1949 und 1950 war. 1954 war er Vorsitzender der LPG „Neues Leben“ in Mestlin. Von 1961 bis 1964 war er Bürgermeister von Grebbin.
1949 und 1950 war er Mitglied des Zweiten Deutschen Volksrates. Er war 1950 auch Kandidat der Zentralen Parteikontrollkommission. Sztob war außerdem einer der Vertreter der DDR, die am 9. März 1953 an der Trauerfeier zum Tod von Josef Stalin teilnahmen.